# Franz Lachner

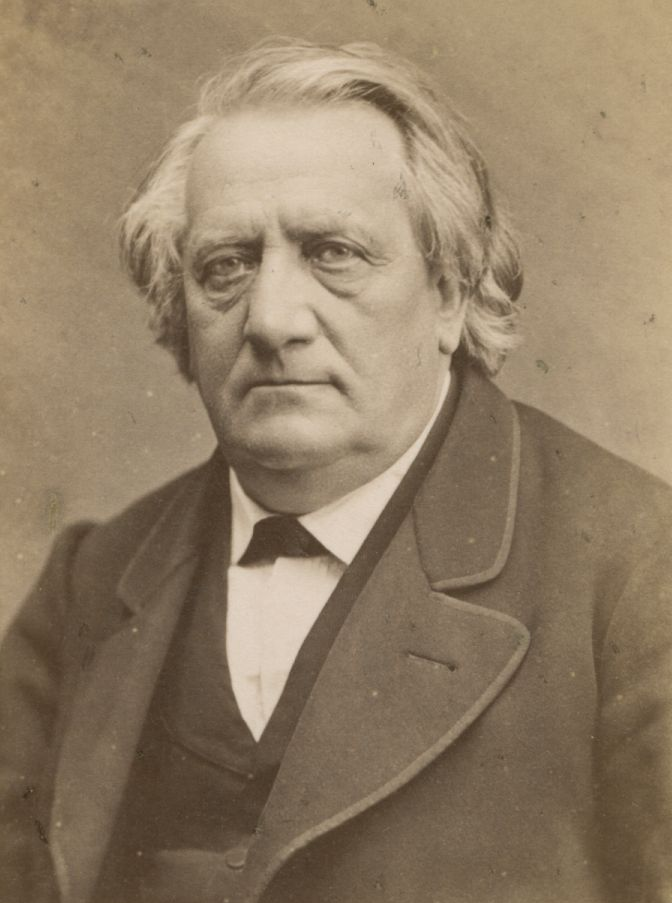
Franz Paul Lachner

Franz Paul Lachner (2 de abril de 1803-20 de enero de 1890) fue un compositor y director de orquesta alemán.

## Biografía
Nació entre una familia formada por músicos que lo influencian, el joven Lachner llega a Múnich en 1822, haciéndose discípulo de Kaspar Ett. Un año más tarde se dirige a Viena donde conoce, entre otros, a Franz Schubert y al pintor muniqués Moritz con Schwind. En 1825 llega a ser primer director de orquesta de la Ópera de Viena.
En 1834, Lachner abandona Viena. Recién casado con Julie Royko, acepta la dirección de la Ópera de Mannheim, un contrato “de por vida”. En 1836 vuelve a Múnich e inicia su trabajo como director de la Ópera Real, enfrentándose a una serie de problemas derivados de la escasa fama de la música de Múnich.
Lachner, junto al intendente Küstner, sanea la Ópera Real, ampliando la plantilla de cantantes y mejorando su profesionalidad en todos los sentidos. Tras dos años de esfuerzo, Lachner tiene su primer éxito con la representación de "Die Schöpfung" (La Creación) de Joseph Haydn.
En 1841 se estrena su propia ópera "Catharina Cornaro", que llega a considerarse obra característica de Múnich; hasta 1860 sería representada 50 veces.
Unos años más tarde Lachner es nombrado real director general Musical Bávaro, lo que le convence de abandonar sus planes de volver a Viena.
En 1858 se le pide la puesta en escena del "Lohengrin" aun a sabiendas de que Lachner no es defensor de la música de Richard Wagner quien algunos años más tarde llegará a Múnich a petición del joven Luis II.
Con ocasión del 25 aniversario en su cargo de real director musical, Moritz von Schwind le regala a su amigo Franz Lachner una tira de papel de 12 metros y medio de largo (la así llamada Lachner-Rolle), en la que Schwind había dibujado los sucesos más destacables de la vida de Lachner. 
La llegada de Wagner a Múnich en 1864 supone un cambio en la vida musical de la ciudad – Lachner, quien había preparado la orquesta durante casi 30 años, ahora tiene que ceder sus músicos a Wagner y von Bülow para los estrenos y puestas en escena de las obras "wagnerianas".
Pocos años después de la desaparición de Wagner a finales de 1865, se retira también el director musical general Franz Lachner – las nuevas corrientes musicales ya no convencen al clasicista Lachner quien a partir de este momento se dedica a la formación de una nueva generación – entre sus discípulos y admiradores figuran Engelbert Humperdinck y el joven Richard Strauss.